# ليلة العيد (فلم 2024)
ليلة العيد أو ليلة العيد :ثورة النساء هو فيلمٌ مصري ٌ بدأ عرضه في 25 يناير 2024.

## قصة الفيلم
تدور أحداث الفيلم في يومٍ واحد ما بين يوم عرفة، ويوم عيد الأضحى، حيث تعيش مجموعة من النساء في جزيرةٍ ما. ويعانين من عدم تفهم الرجال لمشكلاتهن، وتظهر في الفيلم عدة قضايا مثل العنف ضد المرأة، زواج القاصرات، ختان الإناث.

## إنتاج الفيلم
الفيلم من تأليف أحمد عبد الله، وإخراج سامح عبد العزيز، و من بطولة يسرا، وريهام عبد الغفور، وعبير صبري، وسميحة أيوب، وسيد رجب، ويسرا اللوزي، ونجلاء بدر، وهنادي مهنا، وأحمد خالد صالح، ومحمود حافظ، وعارفة عبد الرسول، وغادة عادل، ومحمد لطفي، ونهى صالح، ومايان السيد، ومحمد محمود، وعفاف مصطفى، وعدد آخر من الفنانين.
أُجل عرض الفيلم أكثر من عامين، وهو أول ظهور ليسرا في السينما بعد فيلم صاحب المقام سنة 2020.

## إيرادات الفيلم
رُفع الفيلم من دور العرض في فبراير 2024 بعد ثلاثة أسابيع من عرضه، ولم يحقق سوى 330,000 جنيهاً.

## فريق العمل

### الممثلون
| - يسرا: عزيزة - ريهام عبد الغفور: سامية - سيد رجب: حسين - يسرا اللوزي: منال - نجلاء بدر: هدي - أحمد خالد صالح: عنتر | - هنادي مهنا: نهله ربيع - عبير صبري: آمال المنقبة - محمود حافظ: شعبان - سميحة أيوب: فرحانة - سلوى عثمان: نفيسه - سامي مغاوري: والد منال | - فتوح أحمد: دياب - عارفة عبد الرسول: أم شعبان - رشدي الشامي: ربيع - صبري عبد المنعم: الحاج سعيد - أحمد عبد الله محمود: مسعود ربيع |

تمثيل
| - منة عزام: إبنة شريف بيه - تسنيم مطر: عايده عبدالعال - بشير شوشة - أشرف فايق: شريف بيه - شمم الحسن: وفيق | - ناصر عبد الله: عبد العال - أحمد ثابت: متولي - علي حمدي: صالح - نهى صالح: شوقية ربيع - عفاف مصطفى: أم نوسة |

ادوار ثانوية
- عيد أبو الحمد
- سلوى كرم
- محمد الروخ
- جدو
- ديفيد جمال
- احمد بيشو: ميكي الحلاق
- حسام قنديل
- حمادة صميدة: صميدة
- محمد طه اوشا
- أحمد جاد
- عمرو المغربي: زميل متولي
- برنسة عبد الغني: سيدة فى الحارة
- أيمن بشارة
- ياسر خليل
- ثابت الرايق
- أم داليا
- سيد منير
الاطفال: حنا- بودي - رويدا السبكي - أدم أحمد عبد الله - أدهم تامر - ياسين زيدان - فريدة - شهد يوسف

### الإداريون
| - رضا السبكي: منتج فني - محمد علي ميشو: مدير إداره انتاج - محمود عيسى: أسطى أضاءة - أيمن الزر: بانثر - أحمد سمير: مهندس الصوت - منى عبدالسلام: ستايلست - حمدي عبدالرحمن: مهندس الديكور | - سامح سليمان: أعمال المونتاج والتلوين والجرافيكس - أمنية جويدة: كولوريست - محمد رؤوف: في اف اكس - طارق علوش: مكساج - شريف عابدين: مونتير - خالد داغر: موسيقي تصويرية - خالد السبكي: مشرف على الإنتاج | - محمد أحمد السبكي: مشرف على الإنتاج - كريم السبكي: التوزيع الداخلي - مويديا برودكشين: التوزيع الخارحي - جلال الزكي: مدير التصوير - أحمد عبدالله: مؤلف - أحمد السبكي: منتج - سامح عبدالعزيز: مخرج |

- سيد زكريا: مدير إنتاج
- السبكي فيلم للإنتاج والتوزيع (السبكي للإنتاج السينمائي): منتج
- كريم عبدالنعيم: مهندس الديكور
- هاني فريد عبدالحي: خدع سينمائية و حرائق